# Quba

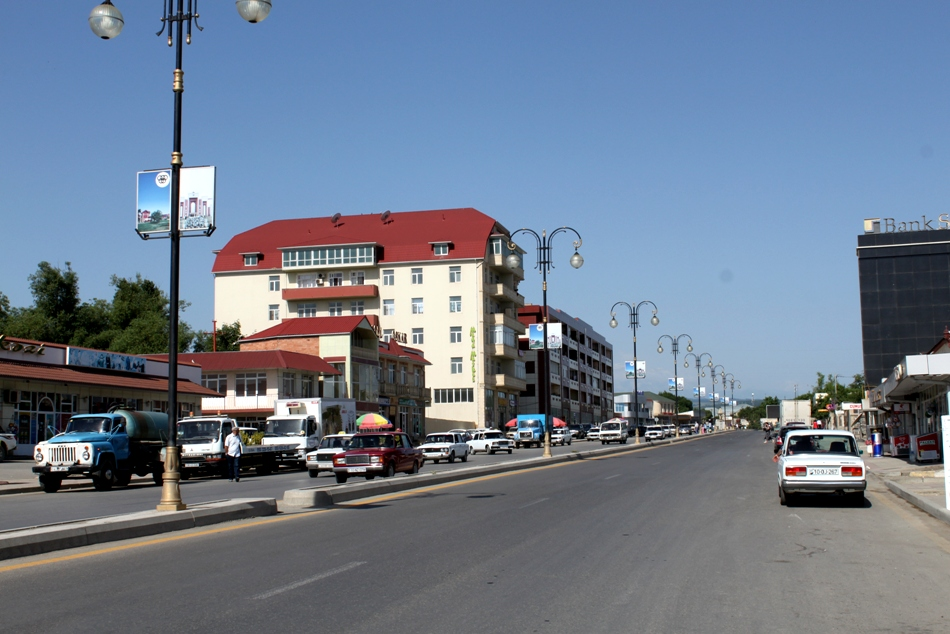
Stradă din Quba

Quba este un oraș din Azerbaidjan. Are o populație de 38 100. Suburbiile Qırmızı Qəsəbə (fosta denumire rusească: Krasnaya Sloboda, română: Orașul Roșu) este cea mai mare comunitate de evrei care a existat în fosta Uniune Sovietică